# The Code (série télévisée, 2014)
Pour les articles homonymes, voir The Code.
The Code est une série télévisée australienne en douze épisodes de 56 minutes créée par Shelley Birse et diffusée entre le 21 septembre 2014 et le 6 octobre 2016 sur ABC1 et au Canada à Super Channel.
En France, elle a été diffusée du 19 février au 5 mars 2015 sur Arte, puis rediffusée à partir du 25 septembre 2015 sur France Ô, et au Québec sur ARTV.

## Synopsis
Saison 1 : Un véhicule volé entre en collision avec un camion de transport en plein désert. Deux aborigènes dans la voiture sont grièvement blessés, mais personne n'a appelé à l'aide parce que quelqu'un impliqué travaille pour un intervenant majeur dans un projet de recherche secret. L'accident serait resté un mystère s'il n'y avait pas eu Ned Banks, un journaliste Internet désespéré pour une pause et son frère Jesse Banks, un pirate informatique sous caution stricte.
Saison 2 : Deux Australiens sont assassinés en Papouasie occidentale, le seul survivant étant Jan Roth, le fondateur fugitif d'un site "dark web", qui est poursuivi par les autorités australiennes et américaines. Au même moment, un jeune garçon est kidnappé en Australie par quelqu'un qui propose de le vendre à des pédophiles via le même site. La police fédérale australienne contacte les frères Banks et les informe que les autorités américaines ont demandé leur extradition vers les États-Unis pour leurs actions précédentes, mais si Jesse aide la police à retrouver le garçon, le gouvernement résistera aux demandes d'extradition. Jesse est d'accord, mais découvre bientôt que la vérité est très différente,.

## Fiche technique
- Titre original : The Code
- Création : Shelley Birse
- Réalisation : Shawn Seet
- Scénario : Shelley Birse
- Photographie : Bruce Young
- Montage : Deborah Peart
- Musique : Roger Mason
- Production : Carole Sklan, David Ogilvy, Greer Simpkin, Shelley Birse, David Maher, David Taylor
- Société(s) de production : Playmaker Media, ABC, HBO
- Pays d’origine : Australie
- Langue originale : anglais
- Chaîne d’origine : ABC1
- Format : couleur
- Genre : drame
- Durée : 56 minutes

## Distribution

### Lindara
- Aaron L. McGrath (en) : Clarence Boyd, le conducteur de la voiture
- Madeleine Madden : Sheyna Smith, l’amie de Clarence
- Lucy Lawless (VF : Emmanuelle Rivière) : Alex Wisham, l’institutrice de Lindara
- Mitzi Ruhlmann : Missy Wisham, la fille d’Alex
- Aaron Pedersen : Tim Simons, le policier de Lindara
- Ursula Yovich (en) : Kitty Boyd, la mère de Clarence
- Tim McCunn (VF : Jean-Philippe Desrousseaux) : Carl Smith, le père de Sheyna
- Lisa Flanagan (en) : Eadie Smith, la mère de Sheyna

### Canberra
- Dan Spielman (en) (VF : Laurent Maurel) : Ned Banks, journaliste à Password
- Adam Garcia (VF : Julien Meunier) : Perry Benson, éditeur en chef de Password, un journal d’information en ligne
- Ashley Zukerman (VF : Lazare Herson-Macarel) : Jesse Banks, le frère de Ned
- Adele Perovic (VF : Charlotte Campana) : Hani Parande, une hackeuse amie de Jesse
- David Roberts : Peter Lawson, journaliste politique à National News Australia
- David Wenham (VF : Bernard Bollet) : Ian Bradley, conseiller politique principal au bureau du Premier ministre
- Aden Young (VF : Bernard Gabay) : Randall Keats, chef du département du PM et chef du Cabinet
- Chelsie Preston Crayford (en) (VF : Pauline Moingeon Vallès) : Sophie Walsh, directeur de la communication du bureau du PM
- Paul Tassone : Andy King, chef de la sécurité à Physanto
- Sophie Gregg : Trina Daniels, technicienne de cryptage de données à Physanto
- Erik Thomson (en) : Niko Gaelle, trafiquant d’armes international
- Steve Rodgers (VF : Serge Biavan) : Malcolm Coover, chef de l’unité des cybercrimes de l'AFP
- Lindsay Farris (en) (VF : Charles Borg) : Dean Carson, interrogateur de l’AFP
- Daniel Wyllie (en) (VF : Dominique Parent) : Lyndon Joyce, enquêteur de l’AFP
- May Lloyd : Isabelle Banks, mère de Ned & de Jesse (saison 1, épisodes 3 et 5)
- Geoff Morrell (VF : Philippe Vincent) : David Banks, père de Ned & de Jesse (saison 2)

- Version française :
  -  Adaptation des dialogues : Françoise Monier / François Dubuc

 Source et légende : version française (VF) sur RS Doublage et le carton de doublage

## Épisodes

### Première saison (2014)
La première saison en six parties, se déroulant à la fois dans l’outback et dans les zones urbaines australiennes, entrecroise plusieurs intrigues. La première partie suit l’histoire de deux frères Ned (Dan Spielman) et Jesse Banks (Ashley Zukerman), qui publient la vidéo d’un mystérieux accident dans l’outback, et Hani Parande (Adele Perovic), qui devient impliquée. La deuxième raconte l’accident, montrant l’enseignante Alex Wisham (Lucy Lawless) et le policier Tim Simons (Aaron Pedersen), qui deviennent personnellement impliqués dans l’histoire du jeune adolescent accusé, Clarence Boyd (Aaron McGrath). La troisième couvre les événements au bureau de Ned, qui est journaliste, géré par Perry Benson (Adam Garcia). La quatrième relate les intrigues politiques du conseiller du Premier ministre Ian Bradley (David Wenham) et les deux membres de son équipe Randall Keats (Aden Young) et Sophie Walsh (Chelsie Preston Crayford) pendant que les répercussions de l’accident se font ressentir.
1. Titre français inconnu (Episode 1)
- Réalisé par : Shawn Seet
- Scénario de : Shilley Birse
- Résumé : À Lindara, une petite ville isolée en Nouvelle-Galles du Sud, deux adolescents aborigènes sont portés disparus ; Clarence Boyd, qui était resté sous les soins temporaires de l’institutrice Alex Wisham, avait emmené sa petite amie Sheyna Smith pour une virée en voiture et a percuté un camion. Piégée dans la voiture, Sheyna a ordonné à Clarence de fuir la scène pour échapper à un agresseur venant du camion. Plus tard cette nuit-là, Clarence retourne chez Wisham, en sang et désorienté. Il fait le récit quelque peu incohérent d’avoir perdu conscience et de s’être plus tard réveillé pour découvrir que la voiture et Sheyna avaient toutes les deux disparu. La voiture est découverte le jour suivant à côté du corps sans vie de Sheyna. Alex trouve aussi le téléphone mobile endommagé de Clarence, qui contient une vidéo illisible des adolescents.

À Canberra, les autorités gouvernementales ont pris connaissance de l’accident et tentent d’en savoir plus à propos des personnes impliquées. L’adjoint du premier ministre Ian Bradley donne des documents au chef du personnel Randall Keats, qui ordonne à la directrice des communications Sophie Walsh de le faire passer à son ancien petit ami, Ned Banks, journaliste chez Password. Intrigué, celui-ci découvre le rapport de police initial de l’accident, tout en téléphonant à Alex Wisham pour en savoir plus. Bien qu’elle refuse tout d’abord de lui parler, elle envoie ensuite la vidéo altérée à Ned, qui fait appel au service de son frère (atteint du syndrome d'Asperger), Jesse Banks, pour réparer le fichier. Jesse a beaucoup talent avec les ordinateurs et est actuellement en liberté surveillée à la suite d’une peine pour cybercriminalité. Jesse répare la vidéo, découvrant qu’elle montre la collision et ce qui suit : la voiture étant poussée dans un ravin avec Sheyna piégée à l’intérieur. Pendant que Password publie le fichier, Jesse enquête et découvre que la vidéo montre la plaque d’immatriculation du camion ; l’inscription mène jusqu’à Physanto, étant apparemment une compagnie de recherches en médecine et biotechnologie mais que Jesse suspecte d’être une couverture pour d’autres buts secrets. À l’encontre des règles de sa conditionnelle, il pirate les serveurs de la compagnie, téléchargeant des fichiers codés mais est repéré par la sécurité qui implante des logiciels espions malveillants sur son ordinateur. Au même moment, Password est aussi attaqué. La vidéo est enlevée et Ned reçoit un courriel anonyme l’avertissant de ne pas la reposter. L’équipe décide qu’ils doivent envoyer quelqu’un à Lindara pour récupérer le téléphone de Clarence avec la copie originale. Bien que tout d’abord réticent à laisser Jesse tout seul, Ned décide de partir, rassuré qu’il sera en compagnie de Hani Parande, qui partage des intérêts et des compétences en commun avec Jesse. Quand Ned part, Jesse est jeté dans une camionnette et enlevé par des ravisseurs.
2. Titre français inconnu (Episode 2)
- Réalisé par : Shawn Seet
- Scénario de : Shelley Birse
- Résumé : Ned arrive à Lindara pour enquêter sur l’accident. Clarence lui révèle que le camion de livraison était escorté par deux voitures. Il apparaît que l’escorte était une garde rapprochée menée par Andy King, qui a poussé la voiture dans le ravin pour nettoyer la scène. À Canberra, Jesse est interrogé par la police fédérale australienne (AFP) ; le chef de son unité de cybercriminalité (CCU), Malcolm Coover, est en train d’examiner les fichiers que Jesse a volés à Physanto. Jesse admet son manque de compréhension de la situation, jurant de ne pas reparler de l’enlèvement. Entretemps, Coover charge l’enquêteur de l’AFP Lyndon Joyce de trouver le chef de la sécurité de Physanto Andy King. Plus tard cette nuit-là, un intrus essaye d’entrer dans la chambre de Clarence. Échouant, l’individu s’enfuit de la propriété avant de pouvoir être identifié. Le jour suivant, Clarence a disparu. Ned le trouve immergé dans point d’eau des environs pendant qu’un véhicule est vu quittant la zone. Lyndon arrive plus tard à Lindara et rencontre Ned. Il exige le téléphone de Clarence, faisant des menaces voilées concernant les conséquences pour Jesse si Ned poursuivait l’enquête. Inquiet, Ned retourne précipitamment à Canberra, découvrant Jesse en état de choc.

Le jour suivant, Hani essaye de calmer Jesse, qui est incapable de dormir. Elle montre à Ned les fichiers cryptés que Jesse a trouvés dans ses recherches sur Physanto, proposant de déchiffrer les fichiers ; Ned refuse catégoriquement car ceci la mettrait en danger. Une fois Hani partie, on la voit retrouver Lyndon ; on montre que Hani travaille maintenant contre son gré pour Coover, chargée de récupérer la copie des fichiers cryptés de Jesse. Entretemps, Andy rencontre Trina Daniels, une technicienne à l’encodage de données chez Physanto. Elle lui dit que la compagnie a mis à jour toutes les données de sécurité, lui montrant un rapport d’intrusion pour une réunion à venir. Quand elle dit à Andy qu’elle ne peut pas continuer à lui fournir les secrets de Physanto, il l’enlace d’un geste réconfortant qui se transforme en une étreinte qui la tue.
3. Titre français inconnu (Episode 3)
- Réalisé par : Shawn Seet
- Scénario de : Blake Ayshford
- Résumé : Lorsque le corps de Trina est découvert, de multiples preuves s’accumulent contre Andy, intensifiant les recherches de la police fédérale pour le retrouver. Entretemps, Andy tente de conclure un accord pour la moitié du fichier de Physanto ; on lui refuse, le fichier complet étant exigé. Retournant à sa voiture, il trouve Lyndon, qui est son ami. Après une courte conversation, Lyndon demande des renforts à Coover, lui apprenant qu’il est avec Andy ; Coover ordonne à Lyndon de le relâcher. Andy se rend ensuite à la résidence des Banks, qui est vide. Profitant de la démence de la mère de Ned et Jesse, il découvre où se trouve Jesse. Entretemps, Ned arrive chez lui, découvrant que Jesse et Hani sont partis en virée et ont oublié les médicaments de Jesse. Au bureau de Password, Ned est informé que la cargaison transportée par le camion de Physanto était listée comme huile de moteur haut niveau. Après avoir aussi appris que le père de Hani est bio-ingénieur chez Physanto, il réalise où Jesse et Hani sont partis : Karawatha, une propriété à la campagne appartenant à la famille Banks. S’y rendant, Ned informe Jesse du poste du père de Hani, ce qu’elle avait omit de lui dire. Il apparaît que, après sa propre condamnation pour piratage informatique, elle a été contrainte à devenir informatrice pour la CCU, sous la menace du renvoi de ses parents en Iran. Refusant d’y croire, Jesse ordonne à Ned de partir. Peu après, Andy arrive sur les lieux et exige de Jesse qu’il lui donne les fichiers de Physanto. Hani et Jesse mettent Andy hors d’état de nuire dans une attaque conjointe et s’échappent dans la camionnette, mais Jesse, blessé en découvrant que Hani s’est liée à lui pour son propre intérêt, la jette sur le bord de la route et s’en va.

4. Titre français inconnu (Episode 4)
5. Titre français inconnu (Episode 5)
6. Titre français inconnu (Episode 6)

### Deuxième saison (2016)
Le 30 juin 2015, la série est renouvelée pour une deuxième saison de six épisodes, diffusée du 1er septembre au 6 octobre 2016 sur ABC1 et les 22 et 29 juin 2017 sur Arte, tant en France qu'en Belgique.

## Distinctions

### Récompenses
- Festival international des programmes audiovisuels de Biarritz 2015 : FIPA d’or du scénario pour Shelley Birse